# 朝比奈茉由
朝比奈 茉由（あさひな まゆ、1994年9月15日 - ）は、日本の元モデルである。アートアップ所属。

## 略歴
2017年6月2日（金）、パレスホテル大宮で行われたミス・アース・ジャパン埼玉大会でグランプリを獲得。2017年8月4日（金）、後楽園ホールにて開催された「THE GREATEST BOXING Vol.28」でのラウンドガールが初めての仕事となった。  
2017年8月19日（土）、20日（日）に栃木・もてぎサーキットで行われた全日本ロードレース選手権で、レースクイーンを務めた。
2017年10月29日（金）～11月5日（日）に、東京ビッグサイトで行われた東京モーターショーのカルソニックカンセイブースでコンパニオンを務めた。
2018年6月12日、テレビ朝日「お願い!ランキング」内のコーナー「私って美人ですよね？～なんで仕事がないんだろう？？～」に出演。モデル・菜々緒と同じ85cmの股下を持つ美人として出演するが、MCのカズレーザーに「ブス」と判定され話題となる。
扶桑社「週刊SPA！」2018年9月11日号の「グラビアン魂」に出演。上記番組を担当編集者が見ていたことからの抜擢だが、評者のリリー・フランキー、みうらじゅんからは「藤本義一好き」という判を押された。
2019年9月5日、コンパニオン等の活動を引退。

## 出演

### テレビ
- お願い!ランキング（2018年6月12日、テレビ朝日）[8]